# Hedsor House
 (avril 2023).
Hedsor House est un manoir de style italien situé à Hedsor dans le Buckinghamshire. Surplombant la Tamise, un manoir existe à Hedsor depuis 1166, le domaine appartenant à la famille de Hedsor.

## Histoire
Au XVIIIe siècle, c'est une résidence royale de la princesse Augusta, princesse douairière de Galles.
La maison est conçue à l'origine par Sir William Chambers, architecte de Somerset House à Londres, avec l'aide de George III et de la reine Charlotte, qui choisissent l'emplacement spécifiquement pour sa position au-dessus de la Tamise. Gravement endommagée par un incendie en 1795, une nouvelle maison est achevée en 1868 par James Knowles, inhabituellement calquée sur le style de la villa italienne mais avec un hall en forme de dôme plutôt qu'une cour ouverte.
Le roi George III et plus tard la reine Victoria sont tous deux des visiteurs fréquents, le baron Boston construisant le Hedsor Folly pour commémorer la victoire du roi George à la bataille de Waterloo en 1815

## Aujourd'hui
La maison actuelle est construite dans le style à l'italienne. La maison se trouve au bout d'une allée privée d'un kilomètre dans un domaine 85 acres (34,4 ha). Le parc environnant est classé Grade II sur le registre national du patrimoine anglais des parcs et jardins historiques.
En 1934, Philip et Florence Shephard reçoivent Hedsor House comme cadeau de mariage par le père de Philip.
Dans les années 1950, Hedsor House est louée par l'US Air Force comme base d'espionnage militaire de la guerre froide. Dans les années 1960, la maison est louée comme centre de conférence pour International Computers Limited (ICL). Les cours de gestion étaient organisés par ICL avec une nuitée dans des chambres de la maison et dans la cour de l'écurie. L'entreprise ne loue que la maison et les terrains immédiats pour le stationnement. La majeure partie du site est fermée.
La maison est maintenant utilisée pour les mariages et les événements d'entreprise et est dirigée par la 4e génération de la famille Shephard.
Hedsor Park est le parc historique classé qui entoure Hedsor House. La reine Victoria s'y rendait fréquemment, Hedsor Park est répertorié dans le registre du patrimoine anglais des parcs et jardins d'intérêt historique spécial en Angleterre, niveau II.

## Tournage
La maison est utilisée comme lieu de tournage pour des séries télévisées et des longs métrages, notamment The Golden Compass et Spooks. Elle est utilisée pour représenter la Maison-Blanche dans The Special Relationship et Downing Street dans The Day of the Triffids. Elle est également utilisée pour une émission de télé-réalité MTV The Girls of Hedsor Hall, basée sur la série télé-réalité britannique Ladette to Lady et les vidéoclips de la chanson " Down " de Jay Sean et de la chanson " Ain't My Fault " de Zara Larsson.
C'est aussi le lieu de Quartet, un film de comédie dramatique de 2012 réalisé par Dustin Hoffman, basé sur la pièce de Ronald Harwood. Il est tourné dans son intégralité à Hedsor House, à l'automne 2011. Le film met en vedette Maggie Smith, Tom Courtenay, Pauline Collins et Billy Connolly. Hedsor House se présente sous le nom de "Beecham House", la maison de retraite des musiciens professionnels.
Hedsor House est également utilisée comme l'un des lieux de tournage du film Mortdecai de 2015, une comédie d'action réalisée par David Koepp qui met en vedette Johnny Depp et Gwyneth Paltrow.